# Új zsinagóga (Szeged)
A szegedi Új zsinagóga 1900 és 1902 között épült, Baumhorn Lipót tervei alapján, Magyarország második, Európa negyedik legnagyobb zsinagógája. A 22 zsinagógát tervező Baumhorn legjelentősebb és legszebbnek tartott alkotása. Építészetileg eklektikus stílusú épület, szecessziós, mór-arab-mediterrán, barokk, gótikus, román stíluselemekkel. 2017-ben 950 millió forintból felújították. Szeged város egyik legfontosabb műemléke, kiváló akusztikájának és 1340 ülőhelyének köszönhetően rendszeresen komoly- és könnyűzenei koncerteket is tartanak benne.

## Előzmények
A török hódoltság alól felszabadult Szeged városa igen elnéptelenedett, szerb, német, zsidó jövevények is jöttek benépesíteni. A zsidó népesség 1786-ban kapott engedélyt a Helytartótanácstól a letelepedésre szabad királyi városokban. Hitközségüket Szegeden 1791-ben alapították meg. Első zsinagógájukat 1800–1803-ban építették, amely nem maradt fenn.

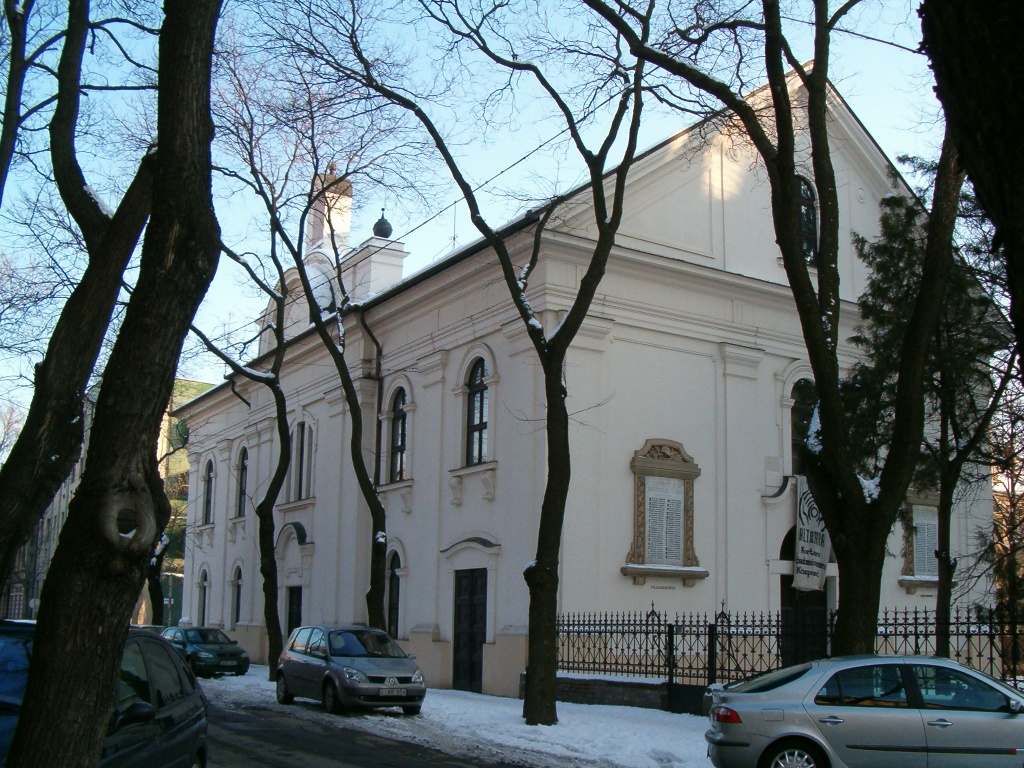
Régi zsinagóga

1840–1843-ban építettek helyette újat, ez a kis régi zsinagóga ma is megvan a Hajnóczy utcában az Új zsinagóga közelében, kicsiny méretei ellenére a neoklasszicista építészet egyik legszebb alkotása, Lipovszky Henrik és Lipovszky József munkáját dicséri. Ma ez az épület az önkormányzat tulajdonában van, s kulturális célokat szolgál.

## Az Új zsinagóga története
A 19. század vége felé a zsidó hitközség kinőtte régi zsinagógáját, új nagy templomot terveztek, építésére 1900-ban kapták meg az engedélyt. Európa egyik legszebb, hazánk második legnagyobb zsinagógája a szegedi Új zsinagóga. 1900 és 1902 között épült fel. Méretei: 48 m hosszú, 35 m széles, 48,6 m magas, belmagassága 32 m. Belső tartószerkezete kizárólag acélból készült. A zsinagóga stílusának megtervezésében nagy szerepe volt Lőw Immánuel (1854–1944) főrabbinak. A tervező Baumhorn Lipótot eszmékre, a híveket áldozatkészségre lelkesítette.
A kivitelezők Szilágyi János, Schaar Ede és Stark Vilmos voltak. A nagy szabad építési telek lehetőséget nyújtott a tervezőnek arra, hogy a templomot szimmetrikus alapbeosztású, központi elrendezésű, perspektívájában hatásos épületnek állítsa be.

## Építészeti stílus
A templom stílusát tekintve eklektikus, melyen számtalan építészeti stílusirányzat megjelenik, mintegy kifejezve a zsidóság sokszínűségét, asszimilációs képességét. Baumhorn Lipót munkásságára jellemzően a késő eklektika korábbi korok építészeti stíluselemeihez visszanyúló illetve az új irányzat, a szecesszió formajegyei és törekvései egyszerre megfigyelhetőek.

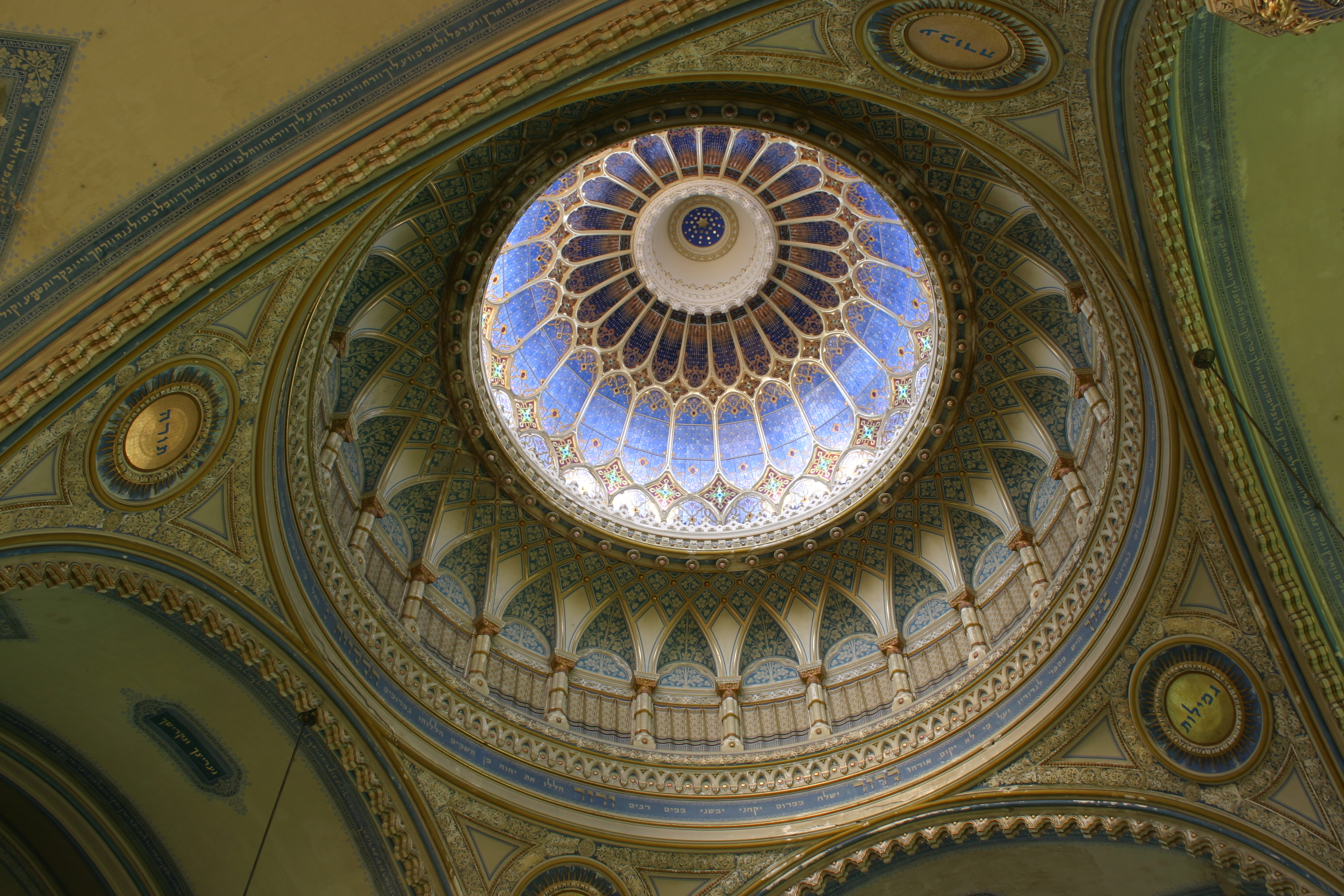
Új zsinagóga: kupola

A gazdagon díszített homlokzatokon és a templomtérben az eklektikára jellemző, de rendkívüli egységben tartott stíluskeveredés figyelhető meg: barokkos kupolaformálás, gótikus ill. mór nyíláskeretelések, kőrácsok, boltozási megoldások, román ill. bizáncias stílusú oszlopfejezetek, szecessziós ívű ornamensek. A kupola megjelenése kívülről barokk jellegű, a kupola beillesztése csegelyekkel bizánci stílust A tetődíszeken, A tetődíszeken, külső homlokzatokon a keleties hatás, a burjánzó díszítettség a mór stílust idézi, néhol szecessziós elemekkel színezve. A karzattartó oszlopok a román stílus, az orgona feletti csillagboltozat a gótikus stílus példái. Az épületen alkalmazásra került néhány a kor építészeti újításai közül, így például vasbetont is használtak, a tartószerkezetében is számos mérnöki újítást alkalmaztak. A stíluskeveredés mégsem zavaró, mert egységet teremt a falak elefántcsontfehér-kék-arany színharmóniája és a stílusjegyek mértékletes alkalmazása. Löw Immanuel munkássága nyomán e zsidó templomban találunk először magyar nyelvű feliratot a diadalíven:
"Szeresd felebarátodat, mint tenmagadat!" A közbeékelt héber szöveg azonos tartalmú, de nem szó szerint azonos:
"Szeresd felebarátodat, mert az is olyan, mint Te!"

### Kupolabelső, festett ablakok
A zsinagóga legszebb része a kupolabelső, amely a világot szimbolizálja. A kupola 4 csegelyére az erkölcsi létet meghatározó három (de [héberül négy szóval kifejezhető) tényezőt írták fel héberül: a Tóra, a munka és az emberszeretet. A kupoladob 24 oszlopa a nap huszonnégy óráját szimbolizálja, fölöttük kék alapon a csipkebokor virágai a kinyilatkoztatás szimbólumai. A végtelen tér élménye fogalmazódik meg a kupola virágokkal díszített egyre sötétülő sorától a csillagos kék üvegburkolatban. Középen a Dávid csillag körül a nap kivilágítható sugarai koronázzák meg az égboltot. A festett kupolaablak és a templom valamennyi színes üvegablaka Róth Manó munkája (gyakran tévedésből testvére, Róth Miksa műveként emlegetik). A templom színes, szecessziós földszinti és emeleti ablakain a zsidó nép vallásának és történelmének fontosabb eseményeit jelenítik meg az Új zsinagóga felépítésének időpontját is beleértve. A főbejárat felett látható a Régi zsinagóga képe, elébe egy csónak kikötve, emlékeztetve a szegedi nagy árvízre (1879), s mellette az Új zsinagóga, mely 1902-ben lett kész.

### Az oltárfal

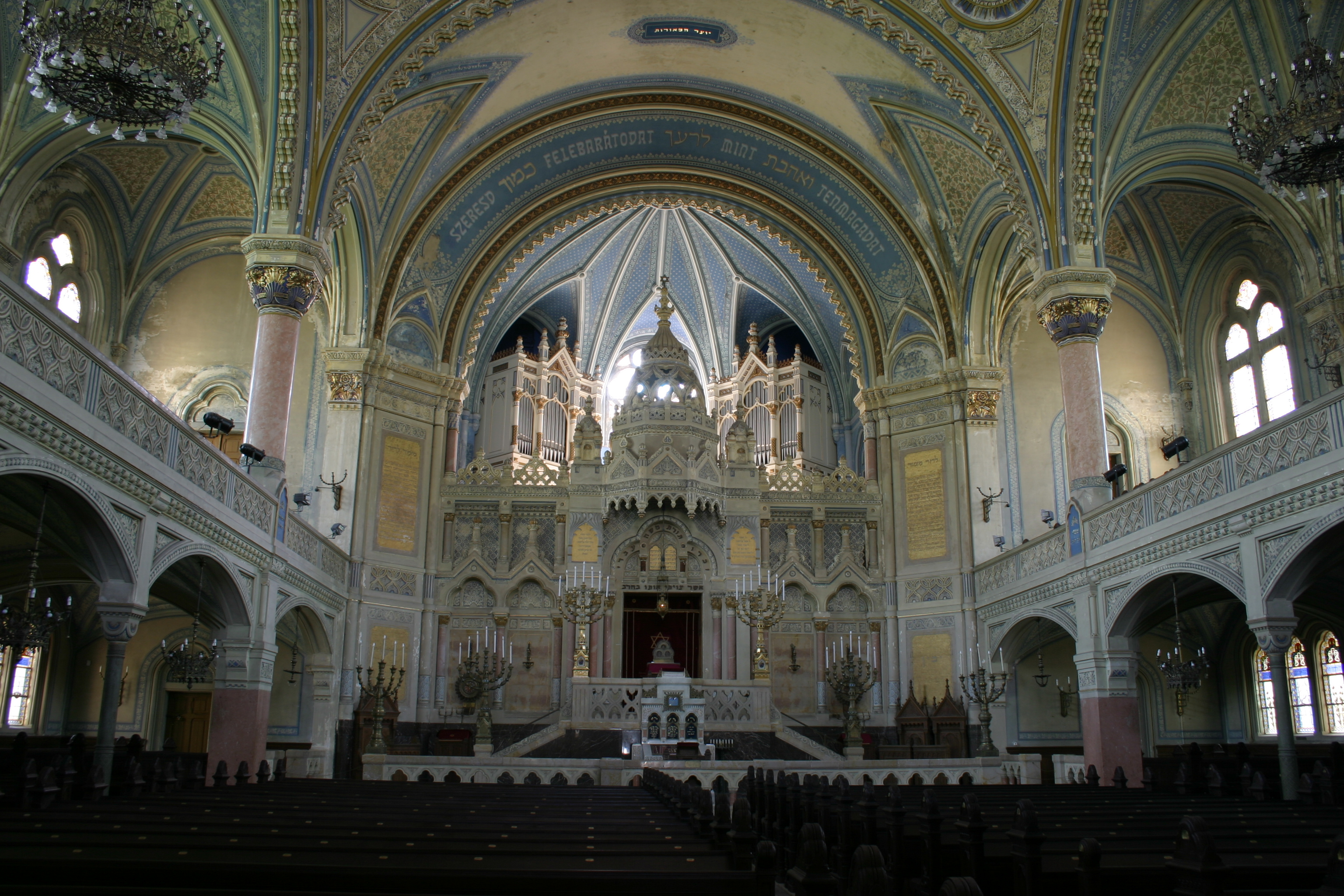
Új zsinagóga: oltár

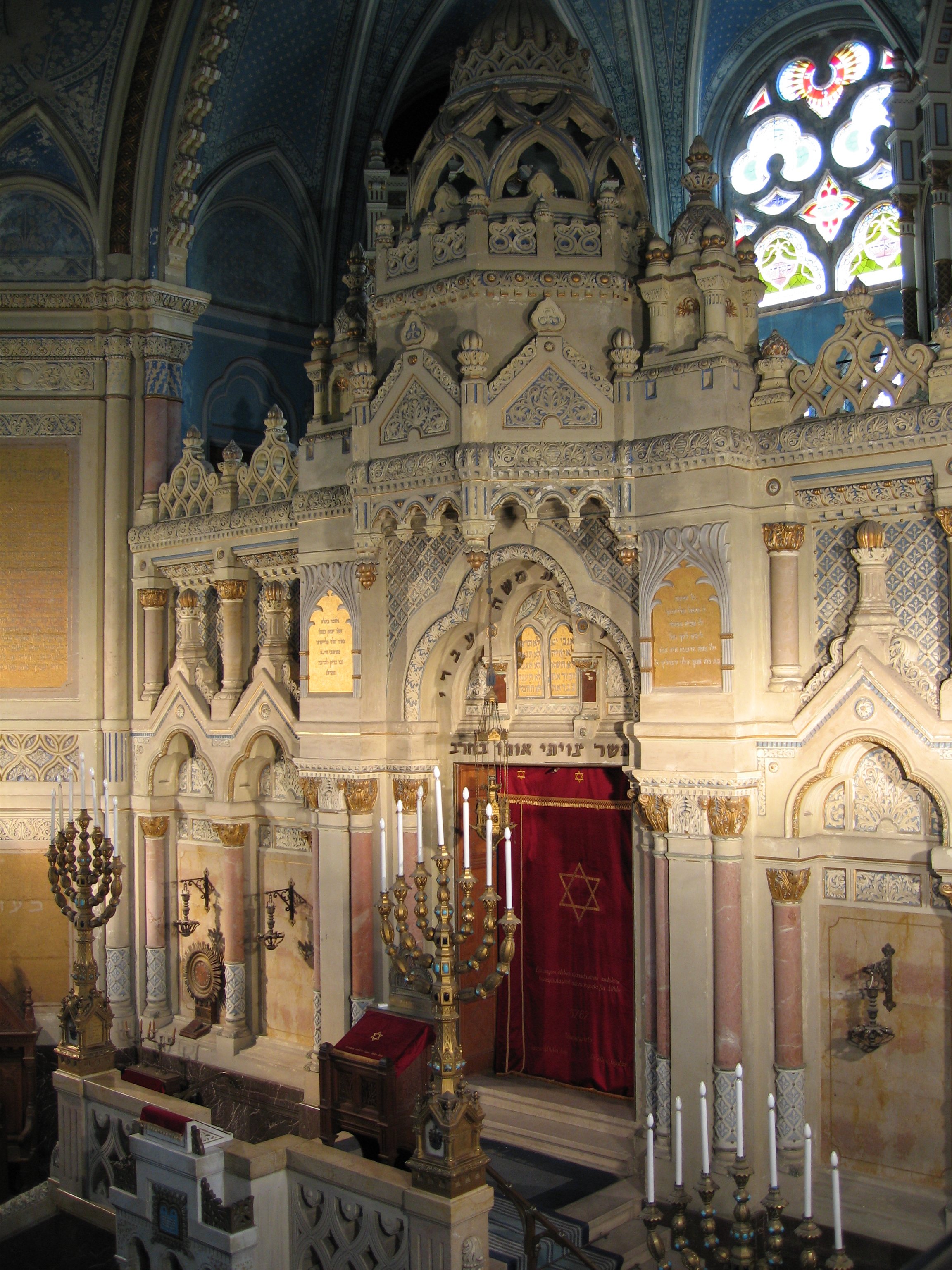
Új zsinagóga: A Tóra helye

A templom másik ékessége az oltárfal, amelyen a második jeruzsálemi Szentély hatása érezhető, szerkezetileg modenai beosztást mutat. Az oltár aranyozott fehérségét a kórus kék színezése még jobban kiemeli. A tóraolvasó márványasztal záróköve, amely a templom építésének a leírását takarta, jeruzsálemi márványból van. Sajnos a holokauszt alatt az építési leírások eltűntek. Az ember s az Isten közti szövetségre utaló frigyszekrény ajtaja éppen úgy, mint az ősi frigyládáé Nílus-parti sittimfából készült, izsóp növényt formázó pántdíszítései az alázatosság és a lelki tisztaság szimbólumai. A frigyszekrényt egy félretolható függöny takarja. A függönyön a templom architektúrája és stílusjegyei ismétlődnek középen a jeruzsálemi füstölő oltárral. A frigyszekrényben bársonyruhába öltöztetett tóratekercsek vannak, amelyek héber írással Mózes öt könyvét tartalmazzák. Ezekből egy-egy szakaszt(szidra) a zsidó szombatokon és ünnepnapokon a tóraolvasó olvas fel. A felső szószékből a rabbi szól híveihez, az oltárnál az előimádkozó imádkozik.

### Orgona és előcsarnok
A frigyszekrény felett finom mívű örökmécses van, amelyet napkollektorok világítanak meg. Még feljebb a kiskupola, a templom nagy kupolájának egyszerűsített másolata magosodik.

Mögötte az orgona van, amely a temesvári Wegenstein Lipót és Fiai Orgonagyár alkotása. Az orgona rekonstrukcióját a Pécsi Orgonaépítő Manufaktúra Kft. végezte el 2001-ben. 2317 sípos, 42 regiszteres, 2 manuálos ez a hangszer, amely nemcsak liturgikus célokat szolgál. Gyakran orgonakoncertek színhelye is a templom, amelynek kitűnő akusztikája van. Kiállításokat is rendeznek az előcsarnokban. A befolyt összeget a zsinagóga felújítására létrehozott alapítvány kezeli.

A zsinagógában 1340 ülőhely van, 740 a férfiaknak a földszinten, 600 ülőhely van a karzat padjaiban a nőknek.

A templomnak nagy méretű előcsarnoka van, régen itt gyűlt össze a násznép, itt történt az esketést megelőző lefátyolozás. Ma Holokauszt-emlékcsarnok, a második világháború alatt haláltáborokban vagy munkaszolgálatban meghalt zsidókra emlékeztet. 1944-ben mintegy 6600 izraelita vallású magyar állampolgárt hurcoltak el Szegedről, közülük alig 1500 tért vissza. A márványtáblákon 1900 név olvasható. Egy másik tábla 3000 délvidéki mártírnak állít emléket, egy következő tábla a Kistelekről elhurcoltak neveit tartalmazza. Két fekete kőkoporsó a védtelen áldozatokra emlékeztet, a gyermekekre és az öregekre. 1944-ben a zsinagóga volt a gettó központja, az elhurcoltak ingóságainak gyűjtőhelye. A templom és a benne felhalmozott értékek megóvása elsősorban az orosz városparancsnoknak volt köszönhető.

## Az Új zsinagóga és az Izraelita Hitközségi Székház 1945 után
A II. világháborút követően a zsinagóga épületének és berendezésének, s a vele egyidőben (1901–1902) ugyancsak Baumhorm Lipót tervei alapján egyazon eklektikus stílusban, mór, szecessziós elemekkel épült Izraelita Hitközségi Székház szintén műemlék épületének állagmegóvása jelent folyamatos gondot. 1979-ben volt egy kisebb felújítás, amely a madárbejárást és a beázásokat szüntette meg. 1990-től alakult meg a Szegedi Zsinagógáért Alapítvány, amely kulturális rendezvények (a már fentebb említett orgonakoncertek, kiállítások) bevételeiből próbálta finanszírozni a már nagyon esedékes felújításokat.
A II. világháború óta is folyamatos a Szegedi Zsidó Hitközség hitélete jeles rabbikkal, köztük Scheiber Sándor, kevés lélekszámmal.

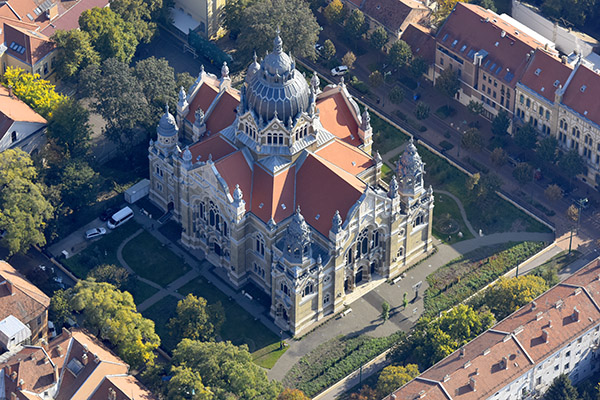
Szeged, Zsinagóga - légi fotó

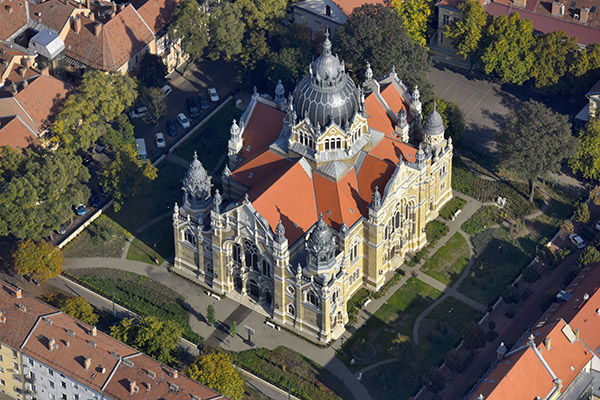
A zsinagóga légi felvételen (Szeged)

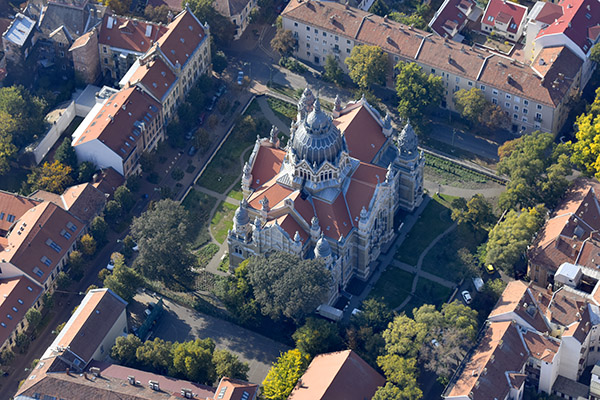
A szegedi zsinagóga a magasból